# Дабу (Кот-д’Ивуар)
Дабу́ (фр. Dabou) — город на юго-востоке Кот-д’Ивуара, на территории области Лагюн. Административный центр одноимённого департамента.

## Географическое положение
Город находится в южной части области, на северном побережье лагуны Эбрие, на расстоянии приблизительно 187 километров к юго-юго-востоку (SSE) от столицы страны Ямусукро. Абсолютная высота — 76 метров над уровнем моря.

## Население
По данным переписи 1988 года численность населения города составляла 39 494 человек.
Динамика численности населения города по годам:
| 1975   | 1988   | 2012   |
| ------ | ------ | ------ |
| 23 134 | 39 494 | 86 516 |

## Транспорт
К северо-западу от города расположен небольшой одноимённый аэропорт (ICAO: DIDB).